# Liste der Nummer-eins-Hits in Japan (1968)
Die Liste der japanischen Nummer-eins-Hits enthält die Daten vom 1. Januar 1968 bis zum 31. Dezember 1968. Die letzte Woche im Jahr fällt mit der ersten Woche des neuen Jahres zusammen. Angegeben sind die Verkaufszahlen der jeweiligen Nummer 1 in ihrer Woche. Alle Angaben basieren auf den offiziellen japanischen Charts von Oricon.

| | Liste der Nummer-eins-Hits in Japan | Liste der Nummer-eins-Hits in Japan | Liste der Nummer-eins-Hits in Japan       | 1969 →                    |
| \| Zeitraum \| Wo. ges. \| Interpret \| Titel Autor(en) \| Zusätzliche Informationen \| \| (Zeitraum, Wochen auf Platz eins, Interpret, Titel, Autor[en], zusätzliche Informationen) \| \| \| \| \| \| ----------------------------------------------------------------------------------------- \| -------- \| --------------------------- \| ----------------------------------------- \| ------------------------- \| \| 4. Januar 1968 – 24. Januar 1968 3 Wochen \| 3 \| Akira Kurosawa & Los Primos \| Love You Tokyo \| – \| \| 25. Januar 1968 – 25. Februar 1968 5 Wochen \| 5 \| The Folk Crusaders \| Kaette Kita Yopparai \| – \| \| 26. Februar 1968 – 24. März 1968 4 Wochen (insgesamt 5) \| 5 \| Yukari Itō \| Koi no Shizuku \| – \| \| 25. März 1968 – 31. März 1968 1 Woche \| 1 \| Tomoko Ogawa \| Yūbe no Himitsu \| – \| \| 1. April 1968 – 7. April 1968 1 Woche \| 1 \| Bee Gees \| Massachusetts Barry, Robin & Maurice Gibb \| – \| \| 8. April 1968 – 14. April 1968 1 Woche (insgesamt 5) \| 5 \| Yukari Itō \| Koi no Shizuku \| – \| \| 15. April 1968 – 2. Juni 1968 7 Wochen \| 7 \| The Tigers \| Hana no Kubikazari / Ginga no Romance \| – \| \| 3. Juni 1968 – 7. Juli 1968 5 Wochen (insgesamt 6) \| 6 \| Masao Sen \| Hoshikage no Waltz \| – \| \| 8. Juli 1968 – 21. Juli 1968 2 Wochen \| 2 \| The Tempters \| Emerald no Densetsu \| – \| \| 22. Juli 1968 – 18. August 1968 4 Wochen (insgesamt 5) \| 5 \| The Tigers \| C C C \| – \| \| 19. August 1968 – 25. August 1968 1 Woche (insgesamt 6) \| 6 \| Masao Sen \| Hoshikage no Waltz \| – \| \| 26. August 1968 – 8. September 1968 2 Wochen (insgesamt 5) \| 5 \| The Tigers \| C C C \| – \| \| 9. September 1968 – 22. September 1968 2 Wochen \| 2 \| Simon & Garfunkel \| The Sound of Silence Paul Simon \| – \| \| 23. September 1968 – 15. Dezember 1968 12 Wochen (insgesamt 17) \| 17 \| Pinky & Killers \| Koi no Kisetsu \| – \| \| 16. Dezember 1968 – 22. Dezember 1968 1 Woche \| 1 \| Mitsuo Sagawa \| Ima wa Shiawasekai \| – \| \| 23. Dezember 1968 – 26. Januar 1969 5 Wochen (insgesamt 17) \| 17 \| Pinky & Killers \| Koi no Kisetsu \| – \| |                                     |                                     |                                           |                           |
| |                                     |                                     |                                           | → 1969 →                  |
| Zeitraum | Wo. ges.                            | Interpret                           | Titel Autor(en)                           | Zusätzliche Informationen |
| (Zeitraum, Wochen auf Platz eins, Interpret, Titel, Autor[en], zusätzliche Informationen) |                                     |                                     |                                           |                           |
| 4. Januar 1968 – 24. Januar 1968 3 Wochen | 3                                   | Akira Kurosawa & Los Primos         | Love You Tokyo                            | –                         |
| 25. Januar 1968 – 25. Februar 1968 5 Wochen | 5                                   | The Folk Crusaders                  | Kaette Kita Yopparai                      | –                         |
| 26. Februar 1968 – 24. März 1968 4 Wochen (insgesamt 5) | 5                                   | Yukari Itō                          | Koi no Shizuku                            | –                         |
| 25. März 1968 – 31. März 1968 1 Woche | 1                                   | Tomoko Ogawa                        | Yūbe no Himitsu                           | –                         |
| 1. April 1968 – 7. April 1968 1 Woche | 1                                   | Bee Gees                            | Massachusetts Barry, Robin & Maurice Gibb | –                         |
| 8. April 1968 – 14. April 1968 1 Woche (insgesamt 5) | 5                                   | Yukari Itō                          | Koi no Shizuku                            | –                         |
| 15. April 1968 – 2. Juni 1968 7 Wochen | 7                                   | The Tigers                          | Hana no Kubikazari / Ginga no Romance     | –                         |
| 3. Juni 1968 – 7. Juli 1968 5 Wochen (insgesamt 6) | 6                                   | Masao Sen                           | Hoshikage no Waltz                        | –                         |
| 8. Juli 1968 – 21. Juli 1968 2 Wochen | 2                                   | The Tempters                        | Emerald no Densetsu                       | –                         |
| 22. Juli 1968 – 18. August 1968 4 Wochen (insgesamt 5) | 5                                   | The Tigers                          | C C C                                     | –                         |
| 19. August 1968 – 25. August 1968 1 Woche (insgesamt 6) | 6                                   | Masao Sen                           | Hoshikage no Waltz                        | –                         |
| 26. August 1968 – 8. September 1968 2 Wochen (insgesamt 5) | 5                                   | The Tigers                          | C C C                                     | –                         |
| 9. September 1968 – 22. September 1968 2 Wochen | 2                                   | Simon & Garfunkel                   | The Sound of Silence Paul Simon           | –                         |
| 23. September 1968 – 15. Dezember 1968 12 Wochen (insgesamt 17) | 17                                  | Pinky & Killers                     | Koi no Kisetsu                            | –                         |
| 16. Dezember 1968 – 22. Dezember 1968 1 Woche | 1                                   | Mitsuo Sagawa                       | Ima wa Shiawasekai                        | –                         |
| 23. Dezember 1968 – 26. Januar 1969 5 Wochen (insgesamt 17) | 17                                  | Pinky & Killers                     | Koi no Kisetsu                            | –                         |